# 迪特尔·维斯利策尼
迪特尔·维斯利策尼（德語：Dieter Wisliceny，1911年1月13日—1948年5月4日）是党卫队成员，曾担任阿道夫·艾希曼的副手，在納粹大屠殺期间协助组织、协调了全欧洲的大规模驱逐犹太人行动。
迪特·维斯利策尼在纽伦堡审判上成为了重要证人。他留下的证词后来在1961年作为一大重要证据被用于艾希曼审判，确证艾希曼对犹太人大屠杀负有罪责。
维斯利策尼后来被引渡至捷克斯洛伐克，于1948年在被判犯有战争罪之后被绞决。